# موتور علی قنبری چاه حسن
موتور علی قنبری چاه حسن یک منطقهٔ مسکونی در ایران است که در دهستان جازموریان واقع شده‌است.